# III wojna święta
III wojna święta – konflikt militarny w starożytnej Grecji między Tebanami a Związkiem Fokijskim toczący się w latach 356–346 p.n.e. Do wojny, której oficjalną przyczyną było uprawianie przez Fokijczyków przeznaczonej Appolinowi ziemi, dołączyły między innymi Ateny i Macedonia. Była ważnym etapem na drodze Filipa II do podporządkowania sobie Grecji, zakończyła się jego zwycięstwem.

## Przyczyny
Powodem wojny były ambicje Tebańczyków, odnośnie do zwiększenia swych wpływów w Amfiktionii Delfickiej, kosztem Sparty i Aten. Tebanom udało się przeforsować na obradach Rady Amfiktionii wniosek przeciw Spartanom i Fokijczykom. Grzywny nałożone na Lacedemończyków wiązały się z zajęciem przez nich 26 lat wcześniej Kadmei, Fokijczyków ukarano natomiast za wykorzystywanie pól będących własnością boga Appolina. W odpowiedzi na niekorzystny dla siebie wyrok Fokijczycy zajęli latem 356 roku Delfy. Było to działanie prewencyjne, mające zapobiec spodziewanej agresji Teban. Z uwagi na podobieństwo kulturalne i językowe zdobywcy włączyli polis do Związku Fokijskiego. Z ogłoszeniem wojny wstrzymywała Teban sytuacja w Tesalii, gdzie do 355 roku toczyły się walki między Larisą a Feraj. Gdy walki ustały, Tesalowie poparli Teban, którzy ogłosili wojnę świętą. Po stronie Związku Fokijskiego opowiedziały się oprócz Sparty i Aten prawdopodobnie również Argos, Korynt i Sykion.

## Przebieg
Na wypowiedzenie wojny Fokijczycy zareagowali zagarnięciem funduszy znajdujących się w delfickim skarbcu (odbyło się to na zasadzie pożyczki, którą dowódca fokijski Filomelos planował po wojnie zwrócić), za które opłacali armię najemną (w szczytowym momencie siły Fokijczyków liczyły 15 000 ludzi).
Walki toczyły się ze zmiennym szczęściem. W 354 roku w bitwie pod Neon poległ Filomelos. Jego następca Onomarchos zdołał przenieść teren działań poza Fokidę. Zdobył Thronion i Amfissę w Lokrydzie oraz Orchomenos w Beocji, nie udało mu się natomiast zdobyć Cheronei. W Tesalii, gdzie po stronie Fokijczyków walczył również jego brat Fayullos i tyran Feraj Lykofron, starł się z przywołanym na pomoc przez mieszkańców Filipem II – w bitwie stoczonej jesienią 353 roku Onomarchos pokonał Macedończyków, dzięki wykorzystaniu katapult oblężniczych w roli współczesnej artylerii polowej. Po tym zwycięstwie zdobył Koroneję (wiosna 353 roku) i być może inne miasta beockie. Sukcesy Onomarchosa zakończyły się w 352 roku, gdy po uspokojeniu nastrojów w armii do wojny ponownie włączył się Filip II. Latem Macedończycy zdobyli Pagasaj, a następnie odnieśli zwycięstwo nad Fokijczykami w bitwie na Krokusowym Polu. W czasie bitwy poległo 6000 Fokijczyków, a kolejne 3000 zostało zamordowane już po wzięciu do niewoli. Nie przeżył jej również Onomarchos. Filip uprzedził tym samym Ateńczyków, którzy drogą morską wysłali swym sojusznikom posiłki pod wodzą stratega Charesa. Król Macedonii wykorzystał zwycięstwo do podporządkowania sobie Tesalii – został wybrany jej archontem. Lykofron wraz z dwutysięczną armią musieli opuścić Feraj, udali się do Fokidy gdzie zasilili armię fokijską. Posiłki te umożliwiły nowemu wodzowi Fayllosowi zabezpieczyć Termopile przed potencjalną inwazją macedońską.
Kolejny przywódca Fokijczyków zginął w 351 roku, po zakończeniu pomyślnych działań w Lokrydzie Wschodniej. Dowództwo objął Mnaseas, a po jego śmierci w 350 roku Falajkos. W czasie gdy Fokijczycy prowadzili nierozstrzygające walki z Tebanami, Filip przeniósł swoje zainteresowanie na inne tereny. Wsparł akcję trackich polis przeciwko sprzymierzonym z Ateńczykami królem Kersebleptosem. Następnie, jesienią 351 roku, doprowadził do przewrotu w Olincie. Nie był on jednak trwały, a relacje między Filipem a Związkiem Chalkidyckim psuła dodatkowo obecność w Chalkidyce uzurpatorów do tronu Macedonii – Arridajosa i Menelaosa. Wojna macedońsko-chalkidycka rozpoczęła się jesienią 349 roku od niespodziewanego przejścia wojsk Filipa przez jezioro Bolbe. Władca Macedonii zdobył i zburzył Stagirę, co spowodowało kapitulację części polis. Następnie powrócił do Tesalii, aby rozprawić się z Pejtholaosem buntując przeciw niemu Tesalczyków. Olintyjskie starania, poparte przez Demostenesa, doprowadziły do wsparcia Związku Chalkidyckiego przez Ateny. Początkowo Olint został wsparty przez korpus Charesa (2000 peltastów i 30 okrętów), następnie, gdy Filip powrócił do Chalkidyki wiosną 348 roku, przez Charidomesa (4000 peltastów, 150 jazdy i 18 okrętów). Po kolejnych sukcesach Filipa Ateńczycy dosłali jeszcze 2000 hoplitów, 300 jazdy i 17 okrętów, ci jednak nie zdążyli dotrzeć na miejsce przed upadkiem Olintu. Filip miasto zburzył, a Chalkidykę włączył do swojego królestwa.
W czasie zmagań w Chalkidyce wojna święta toczyła się ze zmiennym szczęściem, co sprowokowało Fokijczyków do zmiany dowództwa – w miejsce Falajkosa powołano trzech wodzów. Zapewniło to im chwilową przewagę nad Związkiem Beockim, który o pomoc zwrócił się do Filipa. Król Macedonii na front beocki wysłał Parmeniona, który z niewielkim oddziałem był w stanie przechylić szalę zwycięstwa na stronę Teban i sojuszników. Związek Fokijski zaoferował Ateńczykom i Lacedemończykom bazy wojskowe, na co Ateńczycy odpowiedzieli wysyłając do Termopil posiłki. Gdy do władzy w Związku Fokijskim powrócił Falajkos, cofnął on dane Ateńczykom obietnice. Obywatele ateńscy mając na uwagę również los jeńców wziętych w Olincie zdecydowali się rozpocząć negocjacje pokojowe. Zakończeniem konfliktu zainteresowany był również Filip II.

## Negocjacje pokojowe
Ateńska eklezja na wniosek Filokratesa uchwaliła wysłanie poselstwa do Filipa II. Jego przebieg jest niepewny, gdyż dotarły do nas dwie sprzeczne mowy uczestników – O poselstwie Ajschinesa i O przeniewierczym poselstwie Demostenesa. Warunki stawiane przez Filipa w Pelli sprowadzały się do żądania natychmiastowego zawarcia pokoju, po którym miało nastąpić wydanie jeńców. Sprzymierzeni z Atenami Fokijczycy mieli uniknąć surowych kar za świętokradztwo, zaś Ateńczycy mogli liczyć na poparcie Filipa przeciw Tebanom oraz prawa żeglugi w Chalkidyce. Demostenes zażądał wydania jeńców przed zawarciem pokoju, na co Filip II wznowił operacje wojenne. Za armią macedońską wyruszyło kolejne poselstwo, które w Feraj zawarło z macedońskim królem pokój wymieniając przysięgi. Układ między Atenami a Macedonią znany jest jako pokój Filokratesa
W ślad za Atenami pokój z Macedonią zawarli Fokijczycy. Filip II zagwarantował Falajkosowi i jego ośmiotysięcznej armii nietykalność i ochronę przed Tebami. Musieli oni opuścić Delfy, zostali pozbawieni na stałe broni i koni, a wszystkie miasta związku (poza Abaj) miały utracić mury obronne. Na ludność nałożono kontrybucję w wysokości 60 talentów (według Ewy Wipszyckiej 60 talentów było tylko roczną ratą, zaś cała suma opiewała na 10 000 talentów) oraz przesiedlono ją do wiosek liczących maksymalnie 50 domów. Filip przejął miejsce Fokijczyków w Amfiktionii Delfickiej, nadano mu prawo pierwszeństwa w dostępie do wyroczni, zyskał też ogólnohelleńską sławę jako wyzwoliciel Delf.